# Chung kết Cúp FA 2020
Trận Chung kết Cúp FA 2020 (tiếng Anh: 2020 FA Cup Final, hay Heads Up FA Cup Final) là trận đấu cuối cùng của Cúp FA mùa 2019–20 và là trận chung kết thứ 139 của Cúp FA. Trận đấu diễn ra tại sân vận động Wembley, Luân Đôn, Anh vào ngày 1 tháng 8 năm 2020 do bị đình trệ bởi Đại dịch COVID-19 tại Anh Quốc. Trận đấu là cuộc so tài giữa Arsenal và Chelsea. Arsenal là đội giành chiến thắng, qua đó đoạt tấm vé vào thẳng vòng bảng của UEFA Europa League 2020–21. Trận đấu còn có tên chính thức là Heads Up FA Cup Final do Liên đoàn bóng đá Anh (FA) đặt, nằm trong chiến dịch nâng cao nhận thức về sức khỏe tâm thần mà chủ tịch của FA, William, Thân vương xứ Wales theo đuổi. Trận đấu được tổ chức đóng kín sân và không có khán giả. Không như các mùa bóng trước đó, nhà vô địch nhận cúp ngay trên sân bằng cách tự bước đến bục giữ cúp. Với chức vô địch, huấn luyện viên Mikel Arteta của Arsenal trở thành người đầu tiên vô địch cúp FA trên cả tư cách đội trưởng lẫn huấn luyện viên của Pháo thủ.

## Đường đến chung kết

### Arsenal
| Vòng đấu                                                      | Đối thủ              | Tỉ số |
| ------------------------------------------------------------- | -------------------- | ----- |
| Vòng 3                                                        | Leeds United (N)     | 1–0   |
| Vòng 4                                                        | Bournemouth (K)      | 2–1   |
| Vòng 5                                                        | Portsmouth (K)       | 2–0   |
| Tứ kết                                                        | Sheffield United (K) | 2–1   |
| Bán kết                                                       | Manchester City (TL) | 2–0   |
| Từ khóa: (N) = Sân nhà; (K) = Sân khách; (TL) = Sân trung lập |                      |       |

Là một đại diện của giải Ngoại hạng Anh, Arsenal khởi đầu chiến dịch ở vòng ba bằng cuộc tiếp đón đội bóng chơi ở giải Hạng Nhất Leeds United trên sân nhà. Tại sân vận động Emirates, Pháo thủ (biệt danh của Arsenal) giành chiến thắng 1-0 nhờ pha lập công của Reiss Nelson. Ở vòng 4, đội chạm trán đối thủ cùng chơi ở Ngoại hạng Anh là Bournemouth trên sân khách Dean Court. Arsenal thắng 2-1 nhờ các bàn thắng của Bukayo Saka và Eddie Nketiah. Ở vòng đấu kế tiếp, Arsenal làm khách của Portsmouth - đội đang chơi ở giải Hạng Nhì. Tại Fratton Park, Arsenal thắng 2-0 nhờ các bàn thắng của Sokratis và Nketiah. Tại vòng tứ kết, họ so tài với đối thủ ở Ngoại hạng Anh Sheffield United. Tại Bramall Lane, Arsenal giành thắng lợi 2-1 nhờ cú đá phạt đền của Nicolas Pépé và pha lập công phút bù giờ của Dani Ceballos. Trong trận bán kết diễn ra tại sân trung lập Wembley, Arsenal đối đầu với nhà đương kim vô địch Cúp FA và đối thủ ở Ngoại hạng Anh Manchester City. Pháo thủ đã lọt vào trận chung kết sau chiến thắng 2-0, với hai bàn thắng ghi bởi Pierre-Emerick Aubameyang.

### Chelsea
| Vòng đấu                                                      | Đối thủ                | Tỉ số |
| ------------------------------------------------------------- | ---------------------- | ----- |
| Vòng 3                                                        | Nottingham Forest (N)  | 2–0   |
| Vòng 4                                                        | Hull City (K)          | 2–1   |
| Vòng 5                                                        | Liverpool (N)          | 2–0   |
| Tứ kết                                                        | Leicester City (K)     | 1–0   |
| Bán kết                                                       | Manchester United (TL) | 3–1   |
| Từ khóa: (N) = Sân nhà; (K) = Sân khách; (TL) = Sân trung lập |                        |       |

Là một đại diện của giải Ngoại hạng Anh, Chelsea khởi đầu chiến dịch ở vòng ba bằng cuộc tiếp đón đội bóng Nottingham Forest đang chơi ở Hạng Nhất trên sân nhà và giành chiến thắng 2-0 với hai bàn thắng của Callum Hudson-Odoi và Ross Barkley tại Stamford Bridge. Ở vòng bốn, họ đụng độ một đại diện từ Hạng Nhất là Hull City. The Blues (biệt danh của Chelsea) thắng 2-1 tại sân khách KCOM với các bàn thắng của Michy Batshuayi và Fikayo Tomori. Tại vòng đấu kế tiếp, The Blues tiếp đón câu lạc bộ đang đá ở Ngoại hạng Anh Liverpool trên sân nhà và thắng 2–0 với các pha lập công của Willian và Barkley. Tại vòng từ kết, họ làm khách trước đối thủ ở Ngoại hạng Anh Leicester City. Tại sân vận động King Power, Chelsea thắng tối thiểu 1-0 nhờ bàn thắng duy nhất của Barkley. Tại trận bán kết, Chelsea đối đầu với đại diện Ngoại hạng Anh khác là Manchester United ở mùa giải cúp thứ 4 liên tiếp. Chelsea tiến vào trận chung kết với tỉ sổ 3-1 trước United, nhờ các bàn thắng ghi bởi Olivier Giroud, Mason Mount và một bàn phản lưới nhà của Harry Maguire bên phía MU.

## Thông tin trước trận
Cả hai đội bóng góp mặt trong trận chung kết đều là những kỳ phùng địch thủ tại Luân Đôn. Trận đấu còn tái hiện các trận chung kết mùa 2002 và 2017; ở hai trận đấu đó, Arsenal là đội chiến thắng chung cuộc. Arsenal còn nằm giữ kỷ lục 13 lần vô địch cúp FA, nên họ bước vào trận đấu với mục tiêu gia tăng thành tích trên. Do đại dịch COVID-19, trận đấu được tổ chức đóng kín không khán giả, dù kế hoạch ban đầu là một lượng khán giả đến sân hạn chế. Anthony Taylor được chỉ định là người điều khiển trận chung kết cúp FA thứ hai trong sự nghiệp của ông. Từng cầm còi trong trận chung kết 2017, ông trở thành trọng tài đầu tiên bắt chính ở trận chung kết cúp FA thứ hai kể từ Arthur Kingscott vào năm 1901; FA không hề muốn gia đình của vị trọng tài làm ông bỏ lỡ trận đấu.

## Trận đấu

### Chi tiết
| Arsenal                       | 2–1      | Chelsea      |
| ----------------------------- | -------- | ------------ |
| - Aubameyang 28' (ph.đ.), 67' | Chi tiết | - Pulisic 5' |

| Arsenal | Chelsea |

| TM               | 26 | Emiliano Martínez             |     |        |
| HV               | 16 | Rob Holding                   |     |        |
| HV               | 23 | David Luiz                    |     | 88'    |
| HV               | 3  | Kieran Tierney                |     | 90+13' |
| TVP              | 2  | Héctor Bellerín               |     |        |
| TV               | 8  | Dani Ceballos                 | 73' |        |
| TV               | 34 | Granit Xhaka                  |     |        |
| TVT              | 15 | Ainsley Maitland-Niles        |     |        |
| TĐP              | 19 | Nicolas Pépé                  |     |        |
| TĐ               | 9  | Alexandre Lacazette           |     | 82'    |
| TĐT              | 14 | Pierre-Emerick Aubameyang (c) |     |        |
| Dự bị:           |    |                               |     |        |
| TM               | 33 | Matt Macey                    |     |        |
| HV               | 5  | Sokratis Papastathopoulos     |     | 88'    |
| HV               | 31 | Sead Kolašinac                |     | 90+13' |
| TV               | 11 | Lucas Torreira                |     |        |
| TV               | 28 | Joe Willock                   |     |        |
| TV               | 57 | Matt Smith                    |     |        |
| TV               | 77 | Bukayo Saka                   |     |        |
| TĐ               | 24 | Reiss Nelson                  |     |        |
| TĐ               | 30 | Eddie Nketiah                 |     | 82'    |
| Huấn luyện viên: |    |                               |     |        |
| Mikel Arteta     |    |                               |     |        |

| TM               | 13 | Willy Caballero       |         |     |
| HV               | 28 | César Azpilicueta (c) | 26'     | 35' |
| HV               | 15 | Kurt Zouma            |         |     |
| HV               | 2  | Antonio Rüdiger       | 75'     | 78' |
| TVP              | 24 | Reece James           |         |     |
| TV               | 5  | Jorginho              |         |     |
| TV               | 17 | Mateo Kovačić         | 14' 73' |     |
| TVT              | 3  | Marcos Alonso         |         |     |
| TĐP              | 19 | Mason Mount           | 45+4'   | 78' |
| TĐ               | 18 | Olivier Giroud        |         | 78' |
| TĐT              | 22 | Christian Pulisic     |         | 49' |
| Dự bị:           |    |                       |         |     |
| TM               | 1  | Kepa Arrizabalaga     |         |     |
| HV               | 4  | Andreas Christensen   |         | 35' |
| HV               | 29 | Fikayo Tomori         |         |     |
| HV               | 33 | Emerson Palmieri      |         |     |
| TV               | 7  | N'Golo Kanté          |         |     |
| TV               | 8  | Ross Barkley          | 89'     | 78' |
| TV               | 20 | Callum Hudson-Odoi    |         | 78' |
| TĐ               | 9  | Tammy Abraham         |         | 78' |
| TĐ               | 11 | Pedro                 |         | 49' |
| Huấn luyện viên: |    |                       |         |     |
| Frank Lampard    |    |                       |         |     |

| Cầu thủ xuấ sắc nhất trận: Pierre-Emerick Aubameyang (Arsenal) Trợ lý trọng tài: Gary Beswick (Durham) Adam Nunn (Wiltshire) Trọng tài thứ tư: Chris Kavanagh (Manchester) Trợ lý trọng tài dự bị: Lee Betts (Norfolk) Trợ lý trọng tài video: Stuart Attwell (Birmingham) Trợ lý của trợ lý trọng tài video: Stephen Child (Luân Đôn) | Luật trận đấu: - 90 phút đá chính thức - 30 phút đá hiệp phụ nếu cần thiết - Đá luân lưu nếu tỉ số vẫn hòa - 9 cầu thủ dự bị - Tối đa 5 quyền thay người, đến hiệp phụ nâng lên 6 quyền thay người |